# Горки (Сычёвский район)
Го́рки — деревня в Сычёвском районе Смоленской области России. Входит в состав Дугинского сельского поселения. Население — 1 житель (2007 год). 
Расположена в северо-восточной части области в 8 км к югу от Сычёвки, в 2 км западнее автодороги Р134 «Старая Смоленская дорога» Смоленск — Дорогобуж — Вязьма — Зубцов, на берегу реки Хромейка. В 5 км юго-восточнее деревни расположена железнодорожная станция Вазуза на линии Вязьма — Ржев.

## История
В годы Великой Отечественной войны деревня была оккупирована гитлеровскими войсками в октябре 1941 года, освобождена в марте 1943 года.